# Branches
Branches es una localidad y comuna francesa situada en la región de Borgoña, departamento de Yonne, en el distrito de Auxerre y cantón de Aillant-sur-Tholon.

## Demografía
| 536 | 573 | 547 | 630 | 626 | 617 | 614 | 670 | 598 | 587 | 580 | 602 | 569 | 549 | 565 | 495 | 502 | 466 | 449 | 413 | 338 | 329 | 342 | 321 | 320 | 283 | 244 | 221 | 294 | 321 | 336 | 394 | 411 |
| Para los censos de 1962 a 1999 la población legal corresponde a la población sin duplicidades (Fuente: INSEE [Consultar]) |     |     |     |     |     |     |     |     |     |     |     |     |     |     |     |     |     |     |     |     |     |     |     |     |     |     |     |     |     |     |     |     |